# James Walker (kemist)
Sir James Walker, född 6 april 1863 i Dundee, död 6 maj 1935, var en skotsk fysikalisk kemist.
Walker studerade 1882–86 i Edinburgh, där han blev Doctor of Science 1886, sedermera i München 1887–1888 och i Leipzig 1888–1889, där han blev filosofie doktor 1889. Walker blev assistent 1889 i Edinburgh och 1893 vid University College i London. Han utnämndes till professor i kemi i Dundee 1894 och i Edinburgh 1908. Walker invaldes som fellow av Royal Society 1900, erhöll knightvärdighet 1921 och tilldelades Davymedaljen 1926.
Walker utförde en del intressanta undersökningar, såsom Zur Affinitätsbestimmung organischer Basen (i Wilhelm Ostwalds "Zeitschrift für physikalische Chemie", 1889), där han bestämde basers styrka genom mätning av deras salters sönderdelning av vatten, Transformation of Ammonium Cyanate into Urea (i "Journal of the Chemical Society", 1895, 1896 och 1897), Absorption of Dilute Acids by Silk (i samma tidskrift 1896) och The Affinity Constants of Amphoteric Electrolytes (i "Proceedings of Royal Society", 1906). Han skrev också en mycket använd lärobok, Introduction to Physical Chemistry (1899, flera upplagor; översättning till tyska 1903).